# لورا دي بوير
لورا دي بوير (بالهولندية: Laura de Boer) (و. 1983 – م) هي ممثلة تلفزيونية، وممثلة أفلام، وممثلة، من مملكة هولندا، ولدت في أمستردام.

## وصلات خارجية
- لورا دي بوير على موقع IMDb (الإنجليزية)
- لورا دي بوير على موقع ألو سيني (الفرنسية)
- لورا دي بوير على موقع قاعدة بيانات الفيلم (الإنجليزية)
- لورا دي بوير على موقع كينوبويسك (الروسية)